# Lindita Nikolla
Lindita Nikolla (ur. 25 października 1965 roku w Tiranie) – albańska matematyczka, minister edukacji, młodzieży i sportu (2013–2017), od września 2021 przewodnicząca albańskiego parlamentu.

## Życiorys
Córka Llesha Nikolli, oficera armii albańskiej i Rute. W 1989 ukończyła studia matematyczne na wydziale nauk przyrodniczych Uniwersytetu Tirańskiego. Po ukończeniu studiów pracowała jako nauczycielka, a następnie jako dyrektorka szkoły średniej w Tiranie. Karierę polityczną w Socjalistycznej Partii Albanii rozpoczęła w roku 2003. W tym samym roku została wybrana radną miasta Tirany. W 2008 ukończyła studia podyplomowe na Uniwersytecie w Pittsburghu z zakresu samorządności lokalnej.
W roku 2013 awansowała do władz partii socjalistycznej, w tym samym roku uzyskała mandat deputowanej w wyborach parlamentarnych. We wrześniu 2013 stanęła na czele resortu edukacji, młodzieży i sportu w rządzie Ediego Ramy. Powróciła do kierowania resortem po krótkiej przerwie w 2017, obejmując to stanowisko w drugim rządzie Ediego Ramy.
W wyborach parlamentarnych, które odbyły się w kwietniu 2021 uzyskała mandat deputowanej w Lezhy, zdobywając 5145 głosów. We wrześniu 2021 objęła stanowisko przewodniczącej parlamentu; jej kandydaturę poparło 79 deputowanych, czterech było przeciwnych, a deputowani Demokratycznej Partii Albanii nie wzięli udziału w głosowaniu. Jest trzecią kobietą na tym stanowisku w historii albańskiego parlamentu.
Mężatka (mąż Ligor Nikolla jest wykładowcą matematyki na Politechnice Tirańskiej), ma córkę Liwię.